# Ława

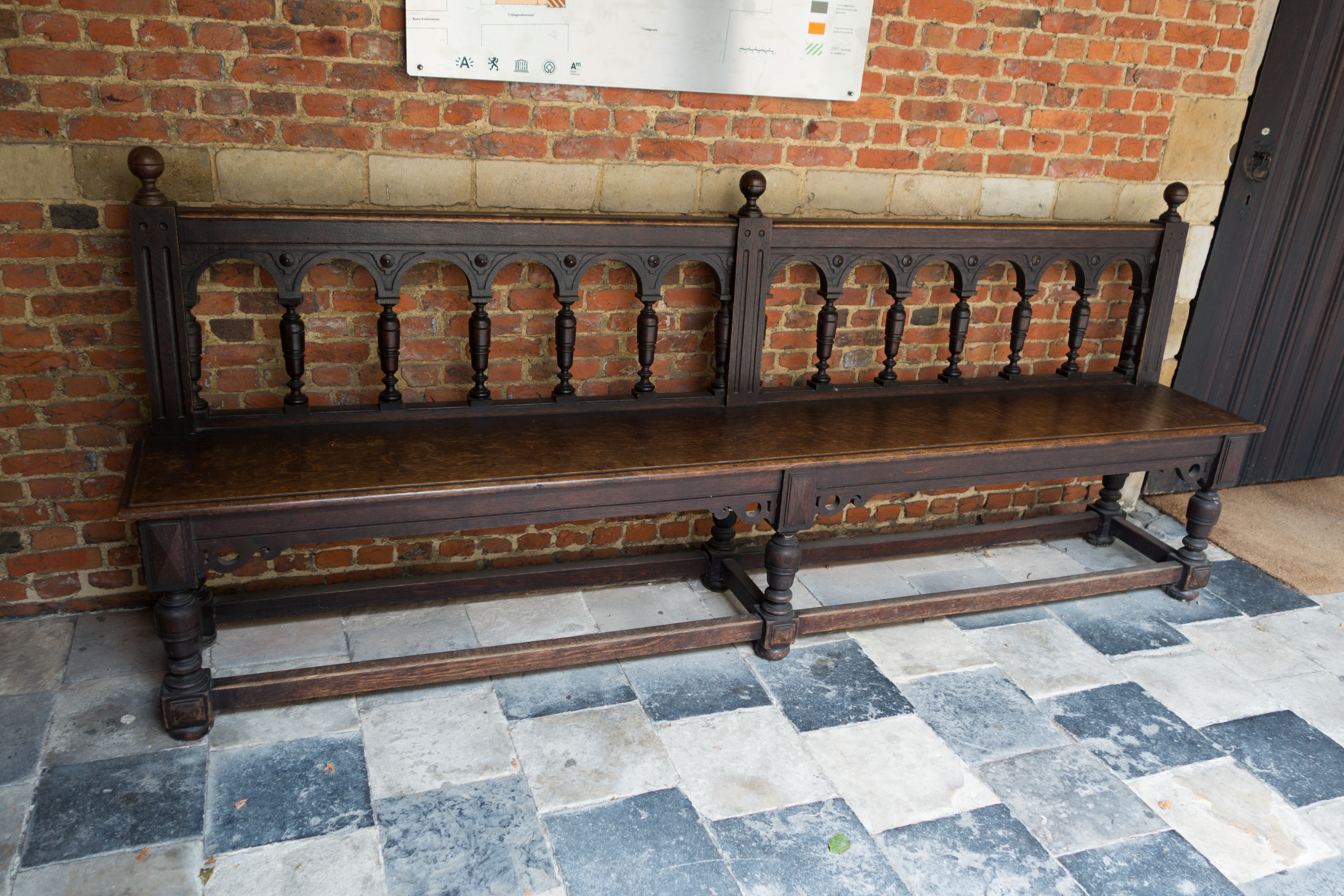
Ława

Ława – prosty mebel drewniany, znany od starożytności, służący do siedzenia kilku osobom (czasem do spania), którego początkiem była leżąca kłoda drewna, z biegiem czasu o ociosanej płasko górnej części, wsparta na kamieniach. Gdy upowszechniło się pilarstwo, ławę wykonywano z jednej lub kilku desek (zależnie od szerokości), a podstawę w zależności od długości ławy stanowiły 2 płaskie podpory lub 4 i więcej nóg.
W średniowieczu ławy stawiano wzdłuż ścian w domach wiecowych. W karczmach aż do XX w. ławami otaczano stoły. Podróżni i goście siedzieli na nich i spali.
Ława była w średniowieczu podczas jarmarków warsztatem pracy wekslarza, który stawiał na niej wagę i odważniki oraz dokonywał na niej wymiany pieniędzy. Często jego oszukańcze praktyki oburzały klientów, którzy rzucali się z gniewem na niego i zapamiętale niszczyli jego sprzęty i warsztat pracy, czyli ławę. Takie zdarzenia dały początek słowu „bankructwo”
Z biegiem czasu samo słowo ława, ze względu na rozległe zastosowanie tego mebla, zyskało wiele znaczeń. Powstały: ława kar (spocząć na ławie kar), ława w sądownictwie, jako odnosząca się do ogółu uczestniczących w procesie ławników, ośla ława w szkolnictwie itp.
Sama ława jako mebel podlegała ciągłej ewolucji, otrzymała oparcie, a powierzchnia siedziska i oparcia uległy z kolei wygięciu, otrzymując bardzo ergonomiczny charakter. Po bokach pojawiły się podłokietniki, a cała konstrukcja wsparta była na żeliwnych nogach i wzmocnieniach. Tak w XIX wieku powstała gustowna ławka parkowa.